# Mashava Mine
Mashava Mine – miasto w południowym Zimbabwe, w prowincji Masvingo. Według danych na rok 2012 liczyło 5 859 mieszkańców.